# Jorge Cabezas Hurtado
Jorge Cabezas Hurtado (Tumaco, Nariño, Colombia; 6 de septiembre de 2003) es un futbolista colombiano. Juega como delantero y su equipo actual es Millonarios de la Categoría Primera A de Colombia.

## Trayectoria

### Real Cartagena
Cabezas Hurtado es un producto de la academia del Real Cartagena hizo su debut profesional con el club el 14 de abril de 2021, entrando como suplente en la segunda mitad del partido de la Copa Colombia contra Llaneros, que terminó en un empate 0-0.
El delantero marcó su primer gol con la selección absoluta el 27 de febrero de 2022, anotando el gol de la victoria por 1-2 sobre el Real Santander en la Categoría Primera B. Luego, el 20 de abril del mismo año, anotó su primer doblete en la victoria liguera por 3-1 sobre Boyacá Chicó.

### Watford F. C.
El 3 de octubre de 2022, se anunció oficialmente que Cabezas Hurtado había acordado unirse al Watford de la EFL Championship con un contrato permanente, firmando un contrato que comenzaría en el verano de 2023 y duraría hasta 2029. 

### Independiente Medellín
Sin embargo, el 19 de diciembre de 2023, el delantero se une al Independiente Medellín de la Categoría Primera A en un préstamo de seis meses, con la opción de extender el acuerdo hasta el final de la temporada 2023.
El 8 de marzo del mismo año, Cabezas Hurtado hizo su debut en la Copa Libertadores, ingresando por Miguel Monsalve en el minuto 64 del empate 1-1 contra Magallanes, en el partido de ida de la tercera fase clasificatoria.   Cuatro días después, también hizo su debut en la liga, como titular en la derrota por 2-0 ante Boyacá Chicó.   Finalmente, el 15 de marzo, participó en el partido de vuelta de la eliminatoria de la Copa Libertadores contra Magallanes, en el que DIM ganó por 2-0 y avanzó a la fase de grupos de la competencia. 

### New York Red Bulls
El 2 de agosto de 2023, Cabezas Hurtado se unió al club de la Major League Soccer, New York Red Bulls, en calidad de préstamo hasta el final de la temporada 2023.   Mientras estuvo en Nueva York, también jugó cinco veces para el New York Red Bulls II de la MLS Next Pro, anotando el primer gol en la victoria por 5-4 sobre el Chicago Fire FC II el 28 de agosto de 2023. 
El 6 de enero de 2024, Cabezas Hurtado debutó con el Watford como suplente en la victoria por 2-1 sobre el Chesterfield en la FA Cup, dando la asistencia para el gol de la victoria de Tom Dele-Bashiru en el tiempo de descuento. 

### Gillingham
El 1 de febrero de 2024, Cabezas Hurtado se unió al Gillingham de la EFL League Two en calidad de cedido por el resto de la temporada 2023-24.  Hizo su debut en la liga con el equipo con sede en Kent dos días después, entrando como suplente en el minuto 63 del empate 1-1 en casa con Walsall.  En su tercera aparición con el club, sufrió una lesión en la rodilla, que finalmente lo obligó a regresar a su club de origen para recibir tratamiento.

### PAOK B
El 15 de agosto de 2024, Cabezas Hurtado se unió al PAOK B de Grecia en calidad de cedido por una temporada. Pese a que fue el jugador con más goles anotados en la temporada el equipo decide no ejercer la opción de compra.

### Millonarios
El 27 de julio de 2025 se anuncia su llegada a Millonarios. Cabezas firma con el equipo bogotano por un año en condición de prestamo con opción de compra.

## Selección nacional
Cabezas Hurtado ha representado a Colombia a nivel internacional juvenil,
Participó con la selección de Colombia sub-20 en el Torneo Esperanzas de Toulon 2022 que tuvo lugar en Francia, donde disputó 5 partidos, anotó un gol y dio una asistencia.
En enero de 2023, fue incluido en el equipo colombiano para el Campeonato Sudamericano Sub-20, celebrado en Colombia.  Habiendo anotado dos goles en la etapa final del torneo,  Cabezas Hurtado ayudó a Colombia a terminar en tercer lugar y clasificarse para la Copa Mundial Sub-20 de la FIFA. 
En mayo de 2023, Cabezas Hurtado fue incluido por el entrenador Héctor Cárdenas en la lista final de Colombia para la Copa Mundial Sub-20 de la FIFA en Argentina, donde los Cafeteros alcanzaron los cuartos de final antes de perder ante Italia. 

### Participaciones internacionales
| Competición                   | Sede             | Resultado        | Partidos | Goles |
| ----------------------------- | ---------------- | ---------------- | -------- | ----- |
| Torneo Esperanzas de Toulon   | Francia (2022)   | Cuarto lugar     | 5        | 1     |
| Copa Mundial de Fútbol Sub-20 | Argentina (2023) | Cuartos de final | 2        | 0     |

## Clubes
| Club                                          | Temporada           | Div.                | Liga  | Liga  | Copas | Copas | Internacional | Internacional | Total | Total | Prom. · |
| Club                                          | Temporada           | Div.                | Part. | Goles | Part. | Goles | Part.         | Goles         | Part. | Goles | Prom. · |
| --------------------------------------------- | ------------------- | ------------------- | ----- | ----- | ----- | ----- | ------------- | ------------- | ----- | ----- | ------- |
| Real Cartagena · Colombia                     | 2021                | 2.ª                 | 8     | 0     | 1     | 0     | -             | -             | 9     | 0     | 0       |
| Real Cartagena · Colombia                     | 2022                | 2.ª                 | 17    | 4     | -     | -     | -             | -             | 17    | 4     | 0,23    |
| Real Cartagena · Colombia                     | Total               | Total               | 25    | 4     | 1     | 0     | 0             | 0             | 26    | 4     | 0,15    |
| Independiente Medellín · (cedido) · Colombia  | 2023                | 1.ª                 | 6     | 0     | -     | -     | 4             | 0             | 10    | 0     | 0       |
| New York Red Bulls II (cedido) Estados Unidos | 2023                | 3.ª                 | 5     | 1     | -     | -     | -             | -             | 5     | 1     | 0,2     |
| New York Red Bulls (cedido) Estados Unidos    | 2023                | 1.ª                 | 5     | 0     | -     | -     | -             | -             | 5     | 0     | 0       |
| Watford Inglaterra                            | 2024                | 2.ª                 | 0     | 0     | 1     | 0     | -             | -             | 1     | 0     | 0       |
| Gillingham (cedido) Inglaterra                | 2024                | 4.ª                 | 3     | 0     | -     | -     | -             | -             | 3     | 0     | 0       |
| PAOK B · (cedido) · Grecia                    | 2024-25             | 2.ª                 | 20    | 11    | -     | -     | -             | -             | 20    | 11    | 0,55    |
| Millonarios · (cedido) · Colombia             | 2025                | 1.ª                 | 1     | 0     | -     | -     | -             | -             | 1     | 0     | 0       |
| Total en su carrera                           | Total en su carrera | Total en su carrera | 60    | 16    | 2     | 0     | 4             | 0             | 66    | 16    | 0,24    |

### Selección nacional
| Selección         | Año               | Amistosos | Amistosos | Copa América | Copa América | Copa Mundial | Copa Mundial | Eliminatorias Mundialistas | Eliminatorias Mundialistas | Total | Total |
| Selección         | Año               | Part.     | Goles     | Part.        | Goles        | Part.        | Goles        | Part.                      | Goles                      | Part. | Goles |
| ----------------- | ----------------- | --------- | --------- | ------------ | ------------ | ------------ | ------------ | -------------------------- | -------------------------- | ----- | ----- |
| Colombia Sub-20   |                   |           |           |              |              |              |              |                            |                            |       |       |
| 2022-23           | 8                 | 1         | --        | --           | 5            | 0            | 7            | 2                          | 20                         | 3     |       |
| Total en Colombia | Total en Colombia | 8         | 1         | 0            | 0            | 5            | 0            | 7                          | 2                          | 20    | 3     |

## Estilo de juego
El entrenador de Hurtado en el Watford, Valérien Ismaël, lo ha descrito como un "'9"' zurdo y fuerte, rápido y con gran intensidad para presionar" y "muy clínico de cara a la portería". Stephen Clemence, quien lo dirigió durante su préstamo al Gillingham, destacó su capacidad para "hacer cosas que otros jugadores no pueden hacer a veces, ese movimiento sudamericano, caderas de serpiente".